# Grabouw
Grabouw è una cittadina sudafricana situata nella provincia del Capo Occidentale non lontano da Città del Capo.